# Kanton Sagro-di-Santa-Giulia
Sagro-di-Santa-Giulia is een voormalig kanton van het Franse departement Haute-Corse. Het kanton maakte deel uit van het arrondissement Bastia. Het werd opgeheven bij decreet van 13 februari 2014 met uitwerking op 22 maart 2015.

## Gemeenten
Het kanton Sagro-di-Santa-Giulia omvatte de volgende gemeenten:
- Brando (hoofdplaats)
- Canari
- Nonza
- Ogliastro
- Olcani
- Olmeta-di-Capocorso
- Pietracorbara
- Sisco